# Kipryjan Kandratowicz
Kiprian Kandratowicz (biał. Кіпрыян Кандратовіч; ur. 16 kwietnia?/28 kwietnia 1859 w Zinewiczach zm. 31 października 1932 w Lidzie) – białoruski wojskowy, publicysta i działacz narodowy, generał piechoty Armii Imperium Rosyjskiego, organizator i głównodowodzący tworzonych sił zbrojnych Białoruskiej Republiki Ludowej, minister spraw wojskowych, członek Centralnej Białoruskiej Rady Wojskowej i Rady Białoruskiej Republiki Ludowej. Regularna armia białoruska nie zdążyła się w pełni uformować do upadku państwa, zorganizowana została natomiast Białoruska Armia Narodowa pod dowództwem Stanisława Bułak-Bałachowicza i polską komendą. Sam Kandratowicz wyjechał na Litwę, gdzie został na krótko wiceministrem obrony narodowej.

## Życiorys
Uczył się w szkole powiatowej w Lidzie. 7 maja 1875 r. w Wilnie wstąpił do rosyjskiej armii. W kwietniu 1878 r. ukończył w stopniu podporucznika 2 Konstantynowską Szkołę Wojskową w Sankt Petersburgu. Dostał przydział do lejbgwardyjskiego pułku jegrów, a następnie został przeniesiony do lejbgwardyjskiego pułku izmaiłowskiego. 
W 1878 r. uczestniczył w wojnie rosyjsko-tureckiej. W latach 1879–1884 uczył się w Nikołajewskiej Akademii Sztabu Generalnego w Sankt Petersburgu. W tym czasie napisał książkę Плеўна і грэнадзёры 28 лістапада 1877 г. opisującą oblężenie Plewny podczas wojny z Turkami. W marcu 1884 r. awansował do stopnia sztabskapitana. Służył w sztabie Moskiewskiego Okręgu Wojskowego. Pisał artykuły z dziedziny wojskowości do gazety „Московские ведомости”. 24 kwietnia 1888 r. został podpułkownikiem, zaś 28 marca 1893 r. – pułkownikiem. Od 15 listopada 1897 r. był szefem sztabu 2 dywizji grenadierskiej stacjonującej w Moskwie. W 1900 r. brał udział w międzynarodowej interwencji w Chinach podczas tzw. powstania bokserów, po czym awansował na generała majora. 7 lutego 1901 r. objął dowodzenie II brygady 36 dywizji piechoty. Od 11 lipca 1902 r. pełnił obowiązki dowodzącego wojskami w okręgu kwantuńskim. Krótko przed wybuchem w 1904 r. wojny rosyjsko-japońskiej sformował w południowej Mandżurii IX brygadę wschodniosyberyjską, rozwiniętą latem 1904 r. w 9 dywizję wschodniosyberyjską. Dowodził nią podczas walk z Japończykami, awansując do stopnia generała lejtnanta. 13 stycznia 1905 r. został ranny. 17 lipca 1906 r., po zakończeniu wojny, otrzymał Order Św. Jerzego 4 klasy. Od 2 do 25 stycznia 1907 r. dowodził czasowo II korpusem armijnym, po czym został zastępcą generał-gubernatora turkiestańskiego i dowodzącym wojskami w Turkiestańskim Okręgu Wojskowym. 1 stycznia 1910 r. objął dowodzenie I kaukaskiego korpusu armijnego. 6 grudnia tego roku awansował na generała piechoty, będąc najmłodszym w tej randze. Jednocześnie był zastępcą generał-gubernatora kaukaskiego. Od 15 sierpnia 1913 r. dowodził XXIII korpusem armijnym i 2 armią. Brał udział w początkowym okresie I wojny światowej. Uczestniczył w katastrofalnej kampanii wojennej w Prusach Wschodnich zakończonej klęską wojsk rosyjskich, ale uniknął niewoli niemieckiej. Wkrótce został usunięty ze swojego stanowiska i odesłany do rezerwy Mińskiego Okręgu Wojskowego. 

Do 1917 r. mieszkał w swoim majątku Horodno, nawiązując kontakty z działaczami białoruskiego ruchu narodowego. 8 maja 1917 r. otrzymał funkcję dowódcy 75 dywizji piechoty stacjonującej na ziemiach białoruskich. Latem tego roku na zjeździe w Mińsku żołnierzy Białorusinów Frontu Zachodniego został wybrany do Centralnej Białoruskiej Rady Wojskowej. Objął kierownictwo wydziału formacji wojskowych i rozpoczął starania w kierunku utworzenia jednostek białoruskich. Zezwolenie na ich formowanie, w rozmiarze korpusu, wydał naczelny wódz armii rosyjskiej Nikołaj Duchonin, co zostało następnie potwierdzone przez jego następcę Nikołaja Krylenkę 27 listopada 1917 roku. Współpracował z gen. mjr. Pażarskim, płk. Karamouskim i por. Kastusiem Jezawitauem. Jednak jego opieszałość w tworzeniu jednostek białoruskich poza obszarem rosyjskiego frontu zachodniego, doprowadziła do jego odwołania, pod naciskiem młodszych oficerów na początku listopada 1918. Jego miejsce zajął Kastuś Jezawitau. 

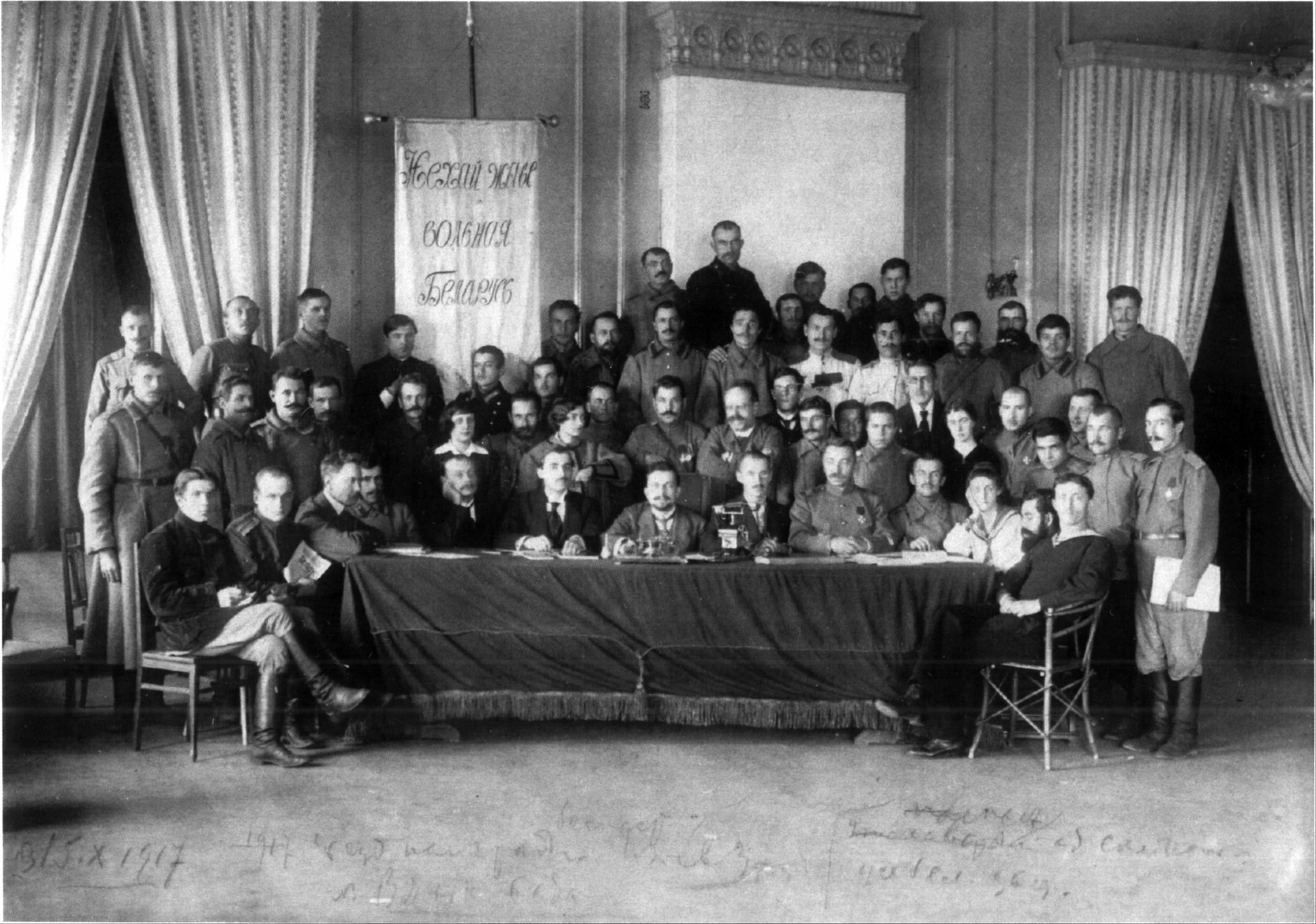
Posiedzenie WRB i CBRW w 1917 roku. Kipryjan Kantratowicz w pierwszym rzędzie piąty z prawej

Na początku kwietnia 1918 r. wszedł w skład Rady Białoruskiej Republiki Ludowej. Na początku maja tego roku został ministrem spraw wojskowych rządu pod przewodnictwem Ramana Skirmunta. Jednym z jego głównych zadań było formowanie w Mińsku 1 pułku białoruskiego. Planował stworzenie 20-tysięcznej białoruskiej armii, ale na drodze stanął mu brak zgody Niemców okupujących Białoruś. Mógł jedynie sformować oddziały milicji ludowej. Spotkało się to z kolei z przeszkodami ze strony polskiej Samoobrony Litwy i Białorusi gen. Władysława Wejtki. Na naradzie z Polakami zaproponował funkcję szefa sztabu tworzonej armii białoruskiej płk. Fabianowi Kabardo, jednakże zajęcie Białorusi przez wojska bolszewickie w grudniu 1918 r. przerwało wzajemne kontakty. Generał Kandratowicz wraz z częścią rządu białoruskiego przybył do Wilna. Na początku 1919 r. wyjechał do Paryża na obrady konferencji pokojowej, zabierając ze sobą memorandum rządu białoruskiego na uchodźstwie. Otrzymał tam zapewnienie przedstawicieli państw Ententy o pomocy w zorganizowaniu białoruskiej armii do walki z bolszewikami. Po powrocie na Litwę na krótko objął funkcję wiceministra obrony narodowej w rządzie litewskim z powodu braku zawodowych oficerów w litewskiej armii. Zajmował się formowaniem oddziałów litewskich na Kowieńszczyźnie, zanim nie został zdymisjonowany. Powrócił na zachodnią Białoruś, znajdującą się w granicach Polski, gdzie w majątku Horodno spędził ostatnie lata życia.
Był odznaczony Orderem Świętego Jerzego IV klasy, Orderem Świętej Anny I klasy, Orderem Świętego Włodzimierza III klasy, Orderem Świętego Stanisława I klasy.